# Brucefield Church

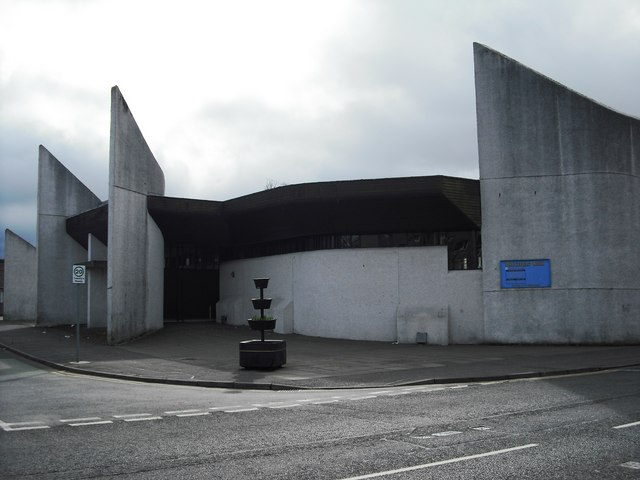
Brucefield Church

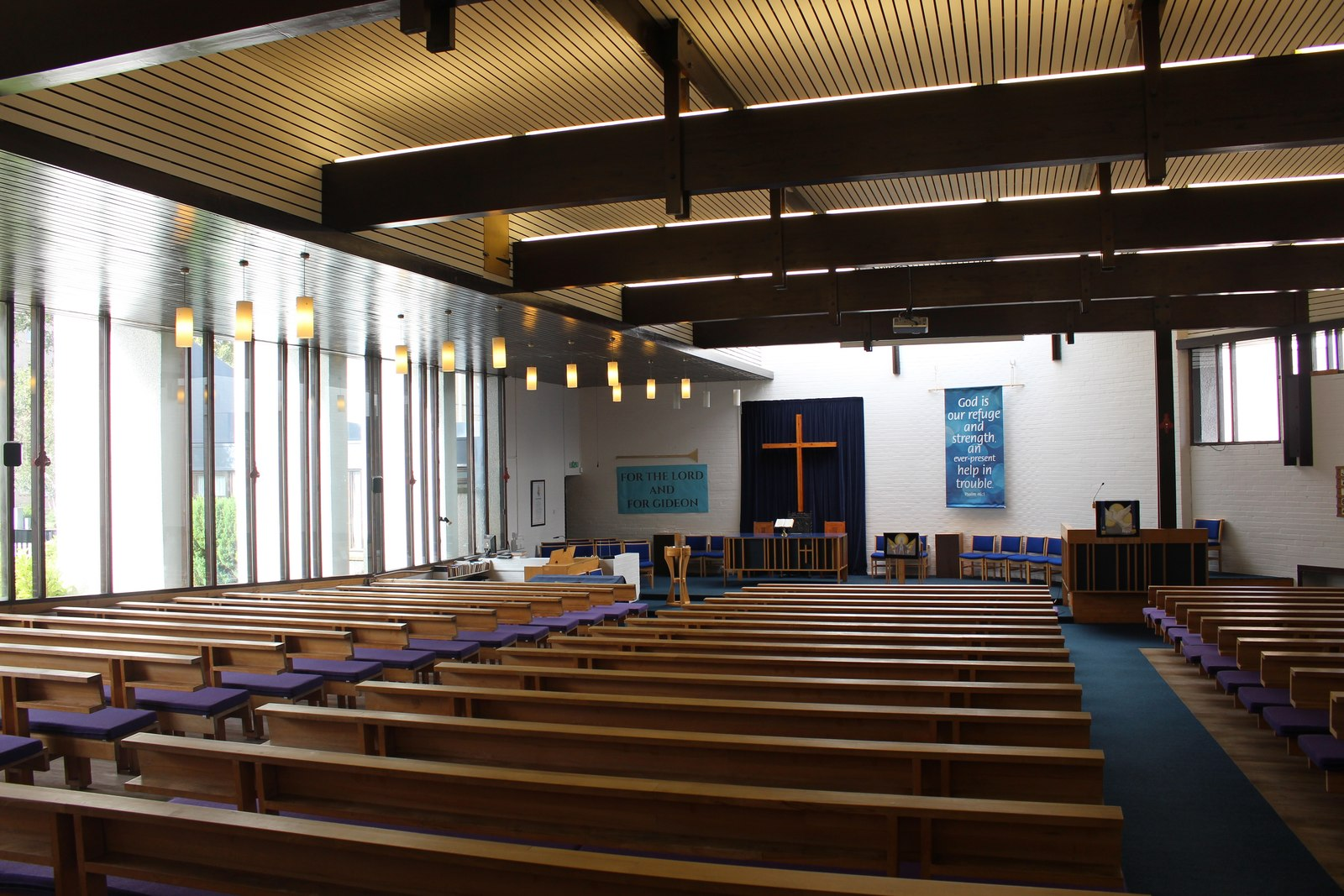
Innenraum

Die Brucefield Church ist ein Kirchengebäude der presbyterianischen Church of Scotland in der schottischen Ortschaft Whitburn in der Council Area West Lothian. 2008 wurde das Bauwerk in die schottischen Denkmallisten in der höchsten Denkmalkategorie A aufgenommen. Der Denkmalschutz schließt auch einen nebenliegenden Kirchenbau älteren Datums ein. Die Kirche ist noch als solche in Verwendung.

## Geschichte
Im Jahre 1857 wurde in Whitburn ein Kirchenbau der Free Church errichtet. 1915 und 1958 wurden zwei Säle hinzugefügt. 1965 wurde nebenliegend mit einem Neubau nach einem Entwurf von Tom Duncan begonnen. Die Arbeiten wurden im folgenden Jahr abgeschlossen und das ältere Kirchengebäude zu einem Gemeindesaal und einer Sporthalle umgebaut.

## Beschreibung
Die Gebäude liegen an der Einmündung des Brucefield Drive in die Main Street (A705). Bei der ehemaligen Free Church handelt es sich um ein längliches Bauwerk aus grob zu Quadern behauenem Bruchstein. Heute verschlossene Spitzbogenfenster flankieren das nordexponierte, spitzbögige Eingangsportal mit schlichtem Gewände. Das Gebäude schließt mit einem steilen, schiefergedeckten Satteldach ab. 1915 wurde ein einstöckiger, verputzter Saal hinzugefügt, an den 1958 ein zweiter, länglicher Saal mit quadratischen Fenstern angefügt wurde.
Der angrenzende moderne Kirchenbau ist stilistisch dem Brutalismus zuzurechnen. Er weist grob einen länglichen Grundriss mit teilweise abgerundeten Kanten auf. Der Innenraum orientiert sich an skandinavischen Kirchen mit hölzerner Deckenverkleidung und nüchternen Sitzbänken. Historic Scotland rechnet das Gebäude zu den bedeutendsten modernen Kirchenbauten in Schottland und sieht die Brucefield Church in einer Reihe mit den verschiedenen Bauten von Gillespie, Kidd & Coia. Der Entwurf dürfte vom Design der Wallfahrtskirche Notre-Dame-du-Haut de Ronchamp von Le Corbusier inspiriert worden sein. Ungewöhnlich ist auch der Umstand, dass es sich um eine presbyterianische Kirche handelt. Im Gegensatz zu der katholischen Kirche in Schottland, entschied sich die presbyterianische Kirche in den meisten Fällen für ein konservatives Design.